# Claude-François-Étienne Dupin
Pour les articles homonymes, voir Dupin.
Claude-François-Étienne, baron Dupin né le 30 septembre 1767 et mort le 11 novembre 1828, est un administrateur et homme politique français. Il est le premier préfet des Deux-Sèvres et conseiller maître à la cour des comptes.

## Biographie
Fils du premier secrétaire à l'intendance de Metz, Claude-François-Étienne Dupin naît à Metz le 30 novembre 1767, dans une famille originaire de Donzy en Nivernais. Il fait ses études au collège Saint-Symphorien de Metz, établissement tenu par des bénédictins, puis entre au service d'un notaire de cette ville. Ensuite, il est secrétaire du procureur-syndic du tiers-état de l'assemblée provinciale des Trois-Évêchés.
En 1787, il commence sa carrière administrative sous la direction immédiate de son oncle Louis Éthis de Corny, procureur du roi et de la ville de Paris. Administrateur du département de la Seine, il devient en 1793 secrétaire général de ce département. Occupant alors des fonctions de commissaire auprès de l'assemblée primaire du département de la Seine, il est pressenti pour le ministère de la Police par le Directoire, mais est révoqué le 8 juillet 1799.
Nommé par le Premier consul préfet des Deux-Sèvres, le 2 mars 1800, il réalise pour une monumentale Statistique qui est la base de la reconstruction de ce département ravagé par les guerres de Vendée. Il œuvre pour la réconciliation et la pacification, sous l'influence probable de son épouse, la très royaliste Louise Sébastienne Gély, veuve de Danton. En récompense de son zèle, il est nommé chevalier de la Légion d'honneur le 14 juin 1804 puis, promu officier de cet ordre le 1er septembre 1808.
Destitué de ses fonctions de préfet par Napoléon Ier le 12 mars 1813 pour son opposition à la nouvelle conscription, il est nommé, le 31 août 1813 à la Cour des comptes, comme conseiller-maître, y terminant sa carrière. Il rédige alors plusieurs ouvrages sur l'administration locale et son histoire.
Créé chevalier (par lettres patentes du 5 août 1809), puis baron de l'Empire (lettre patente du 19 décembre 1809), Dupin fut confirmé par Louis XVIII dans ses titre de baron et armoiries familiales (d'argent à trois pommes de pin au naturel, deux en chef, une en pointe) en y conférant un chevron de gueules. Dupin ne constitue pas de majorat.
Il meurt à Paris le 11 novembre 1828 et repose au cimetière du Montparnasse.

## Famille
Le premier baron Dupin appartient à la famille des Dupin originaires du Nivernais,,,. André Dupin dit Dupin aîné, homme politique de la monarchie de Juillet, frère du baron Charles Dupin, mathématicien et de l'avocat Philippe Dupin se dit apparenté à lui. Ce lien de parenté existe, bien que Gustave Chaix d'Est Ange l'ignore, mais il est lointain dans la mesure où André Dupin et Claude François Étienne baron Dupin sont cousins au 16e degré civil. Ils sont tous issus d'une même famille d'avocat et notaire ayant fait souche à Donzy et Varzy, deux localités voisines du Nivernais.
Seuls deux de ses cinq enfants lui survivent et lui assurent une descendance.
- Claude Gabriel Dupin (Metz, 9 octobre 1737 - Metz, 29 janvier 1804), 
premier secrétaire de l'intendance de Metz, à la suite de son père
x(24 février 1767) Marie Ethis de Corny (11 avril 1743 - 10 mai 1822)
  - Claude François Étienne baron Dupin
x(22 mars 1796) Louise Gély, veuve de Georges Danton (Paris, 3 mars 1776 - Paris, 28 juillet 1856)
    - Claude Marie Victor Dupin (Paris, 10 juin 1797 - Paris, 28 juin 1799 à Paris)
    - Alphonse Sébastien Dupin (Paris, 19 janvier 1799 Paris, 30 août 1804 à Paris)
    - Laure Adrienne Dupin (Paris, le 13 octobre 1800 - Niort, 13 octobre 1801 à Niort)
    - Camille Antoinette Dupin (Niort, 13 septembre 1801 - ?)
x Alexandre Bellot de Kergorre (Nantes, 11 mars 1784 - 10 juillet 1840)
 sous intendant militaire, armateur
      - trois filles → descendance

    - Antoine Louis Gabriel 2e baron Dupin (Niort, 20 décembre 1804 - Rouen, 1er septembre 1856), 
conseiller référendaire à la cour des comptes
x Caroline Bellanger (Paris, 6 décembre 1812 - Paris, 17 mai 1880)
      - un fils et deux filles dont Marie Dupin épouse Félix Bouchot avocat à Paris → descendance famille Michon.

  - cinq autres enfants puînés

## Œuvres
Claude-François-Étienne Dupin a écrit plusieurs études :
- Das galante Preussen, oder Reise eines jungen Franzosen nach Berlin. Aus dem Franzosischen. [La Prusse galante, ou voyage d'un jeune Français à Berlin. Traduit du français] publié anonymement à Coblentz. (1802) [lire en ligne]
- Statistique du département des Deux-Sèvres, par le cit. Dupin, préfet… (Niort, Plisson, an IX [1800-1801])
- Second mémoire sur la statistique du département des Deux-Sèvres, par le cit. Dupin, préfet… (Niort, Plisson, an X [1802]) [lire en ligne]
- Dictionnaire géographique, agronomique et industriel du département des Deux-Sèvres. Par le citoyen Dupin. (Niort, P. Plisson, an XI [1803]) [lire en ligne]
- Histoire de l'administration des secours publics: (ou, Analyse historique de la législation des secours publics…) par M. le Baron Dupin. (Paris : Alexis-Eymery, 1821) [lire en ligne]
- Histoire administrative des communes de France, (ou, Revue historique des divers changemens survenus dans l'organisation administrative des villes et communes, des provinces et départemens, depuis le commencement de la monarchie jusqu'à l'avènement de Charles X ) par M. Le Baron C. F. E. Dupin ; précédée d'une notice biographique sur l'auteur par son fils, et d'une préface par M. Dupin ainé. (Paris : Houdaille Libraire, 1834) [lire en ligne]